# Most Langlois w Arles
Most Langlois w Arles – to zbiorczy tytuł 4 obrazów, jednej akwareli i 5 szkiców namalowanych przez Vincenta van Gogha wiosną 1888, mających za temat most zwodzony Langlois. Wszystkie te dzieła powstały podczas pobytu artysty w miejscowości Arles.
- Obraz Most Langlois w Arles z drogą wzdłuż kanału (hol. De brug van Langlois, ang. The Langlois Bridge at Arles with Road Alongside the Canal)[1] namalowany w marcu 1888, obecnie w Muzeum Vincenta van Gogha w Amsterdamie (Nr kat.: F 400, JH 1371);
- Obraz Most Langlois w Arles z piorącymi kobietami (hol. De brug van Langlois, ang. The Langlois Bridge at Arles with Women Washing)[2] namalowany w marcu 1888, obecnie w Kröller-Müller Museum w Otterlo (Nr kat.: F 397, JH 1368);
- Obraz Most Langlois w Arles (hol. De brug van Langlois, ang. The Langlois Bridge at Arles)[3] namalowany w kwietniu 1888, obecnie w zbiorach prywatnych w Paryżu (Nr kat.: F 571, JH 1392);
- Obraz Most Langlois w Arles (hol.  Ophaalbrug met dame met parasol, ang. The Langlois Bridge at Arles)[4] namalowany w maju 1888, obecnie w Wallraf-Richartz-Museum w Kolonii (Nr kat.: F 570, JH 1421);
- Akwarela Most Langlois w Arles (hol. De Brug van Langlois, ang. The Langlois Bridge at Arles)[5] namalowany w marcu 1888, obecnie w zbiorach prywatnych (Nr kat.: F 1480, JH 1382).

## Historia
Przez dwa lata w Paryżu van Gogh prowadził intensywny tryb życia. Alkohol, tytoń i kiepskie odżywianie nadwątliły jego zdrowie. W poszukiwaniu spokojnego miejsca, w którym mógłby odzyskać spokój ducha, wyjechał z Paryża na południe Francji – do Arles. Przybył tam w lutym 1888. Zatrzymał się w hotelu Carrell przy ul. Cavalerie 30, by ostatecznie wynająć pokój w domu przy placu Lamartine 2, nad należącą do Josepha i Marie Ginoux kawiarnią Café de la Gare. We wrześniu natomiast wynajął dom, który później zyskał miano „Żółtego”; van Gogh zamierzał urządzić w nim siedzibę bohemy artystycznej, połączonej wspólnotą poglądów artystycznych. Zaprosił do Arles zaprzyjaźnionych malarzy Émile’a Bernarda i Paula Gauguina, z którym popadł wkrótce w osławiony zatarg (będący bezpośrednią przyczyną tragedii Vincenta). Oczekując ich malował z niecierpliwością, osiągając niemal natychmiast po przyjeździe szczyt swoich możliwości. Ostatecznie żył tam sam, dzięki wsparciu finansowemu brata Theo. Pracował w napięciu graniczącym z obłędem, jakby wyczuwając, że zostało mu niewiele czasu.
W liście do Émila Bernarda z marca 1888 porównał południe Francji do Japonii: czyste powietrze, jasne kolory, pola szmaragdowozielone lub ciemnoniebieskie, jak na odbitkach [japońskich].
Wśród obrazów namalowanych w czasie pobytu w Arles wyróżnia się cykl Most Langlois, który powstał aż w 10 wersjach. Być może okolice mostu z kanałami przypominały mu rodzinne strony.
Van Gogh w liście do brata Theo z ok. 14 marca 1888 poinformował go o rozpoczęciu prac nad obrazem:
Jest to most zwodzony, przez który przejeżdża mały powóz, odcinający się na tle niebieskiego nieba – rzeka również niebieska, brzegi pomarańczowe z zieloną trawą i grupa kobiet w fartuchach i kolorowych czepkach, piorących bieliznę.
W kolejnych listach informował brata o postępie prac i sporządzaniu różnych wersji obrazu:
Tak więc niezwłocznie zacząłem ten sam temat na drugim płótnie, ale, jako że pogoda jest zupełnie inna, [będzie to] w szarych odcieniach, bez postaci [ludzkich].
Z kilku listów wynikało, że van Gogh omyłkowo zrozumiał nazwę mostu jako „Pont de l’Anglais” („Most Anglika”):
Tak więc po obiedzie zabieram się za ten sam obraz, który ma mieć Tersteeg („Most Anglika”), [przeznaczony] dla ciebie.
Ostatnią wersję obrazu van Gogh sporządził w maju 1888.

## Opis
Pogodny motyw, duże płaszczyzny nieba i wody, niewiele przedmiotów tworzą grę napięć dzięki eksperymentowi kolorystycznemu – główny motyw obrazu to tylko sceneria umieszczona w feerii barw. Wersja ostatnia, z maja 1888, jest bardzo powściągliwa, ukazuje most z oddali, po lewej stronie, na tle dominującego nieba, z ledwie widoczną w jaskrawym świetle postacią, przechodzącą przez most. Jasne, wymieszane barwy, zastosowane na tej wersji, przywodzą na myśl założenia impresjonizmu, tu zrealizowane przez van Gogha w sobie właściwy sposób. Zupełnie inaczej przedstawia się wcześniejsza wersja obrazu – z praczkami. Artysta stoi tu bezpośrednio na plaży. Ponad wysoką linią horyzontu widnieją wyraziście zaznaczone obiekty, jakby emitowały światło same z siebie, który to efekt osiągnął van Gogh dodając do wszystkich barw domieszkę czerwieni.
Wzruszające ukazanie konkretnych przedmiotów, nowa tonacja barw i ich autonomia to cechy stylu, które van Gogh stopniowo rozwijał podczas pobytu w Arles.

## Szkice „Mostu Langlois”

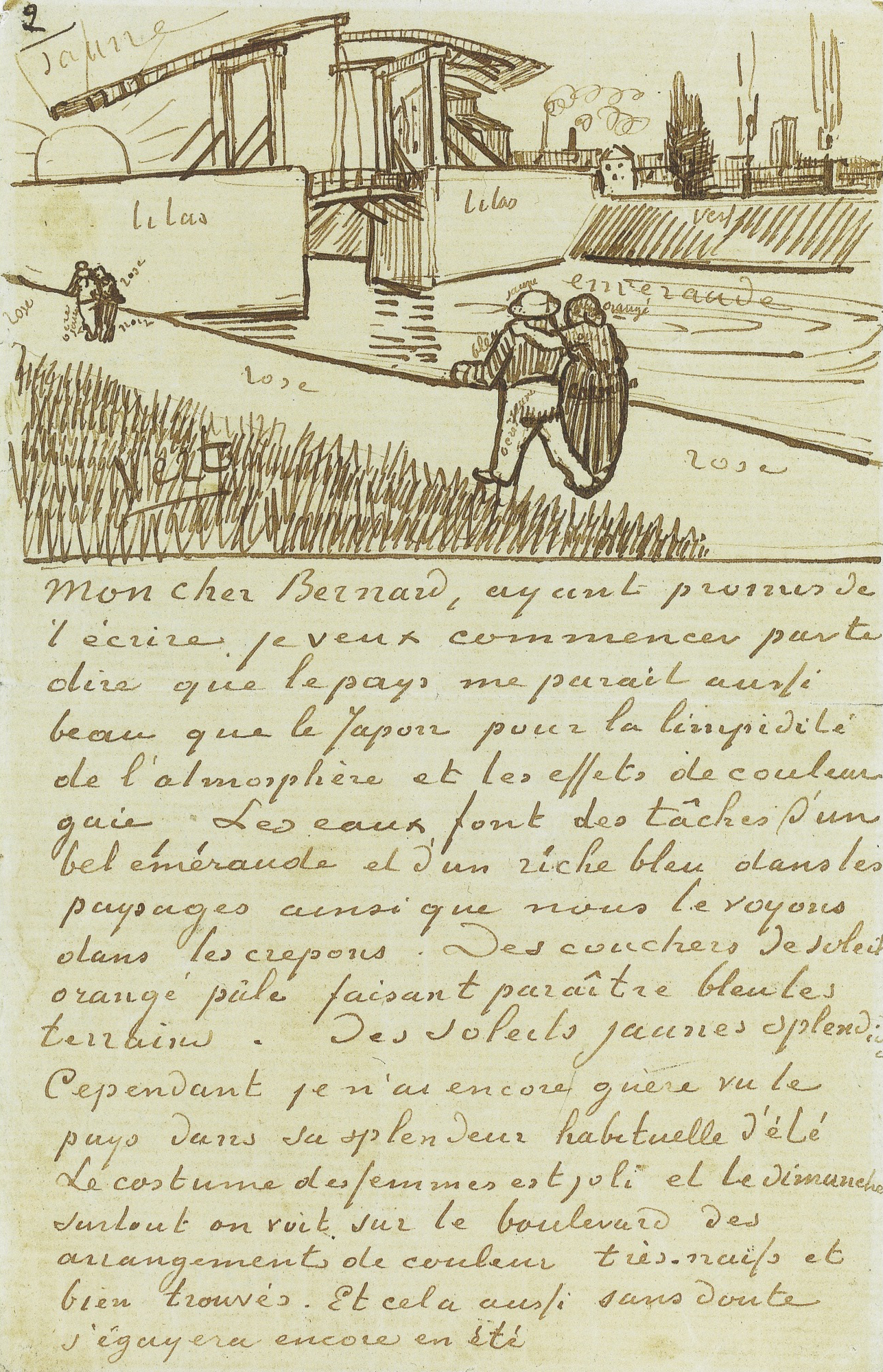
Szkic mostu z listu do Émila Bernarda z 18 marca 1888, Pierpont Morgan Library, Nowy Jork
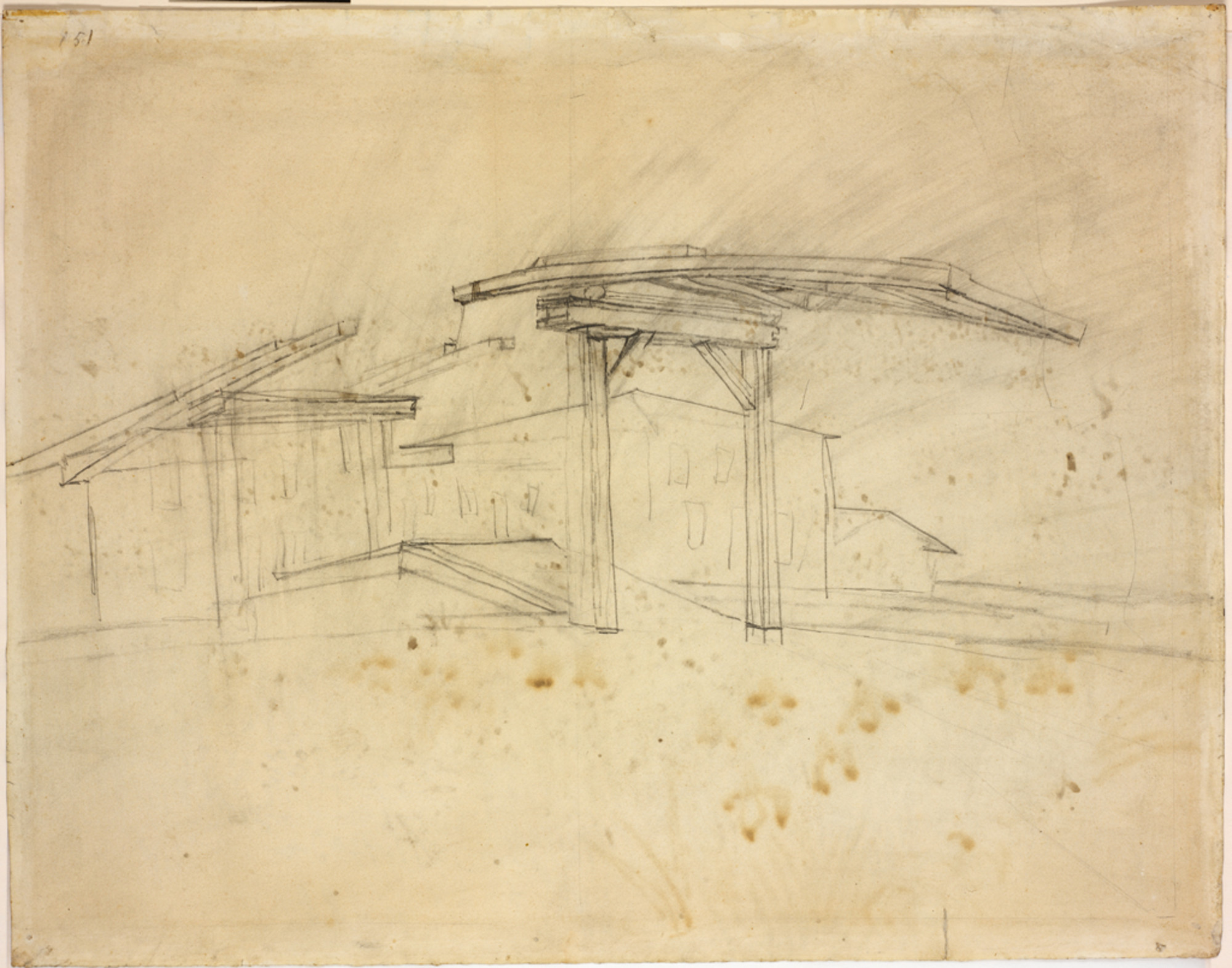
Szkic mostu, maj 1888, Museum of Art, Rhode Island School of Design
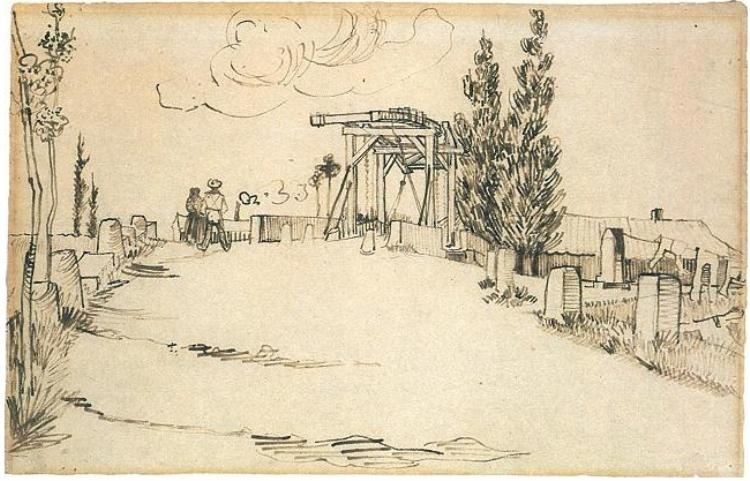
Szkic mostu, maj 1888, Staatsgalerie Stuttgart
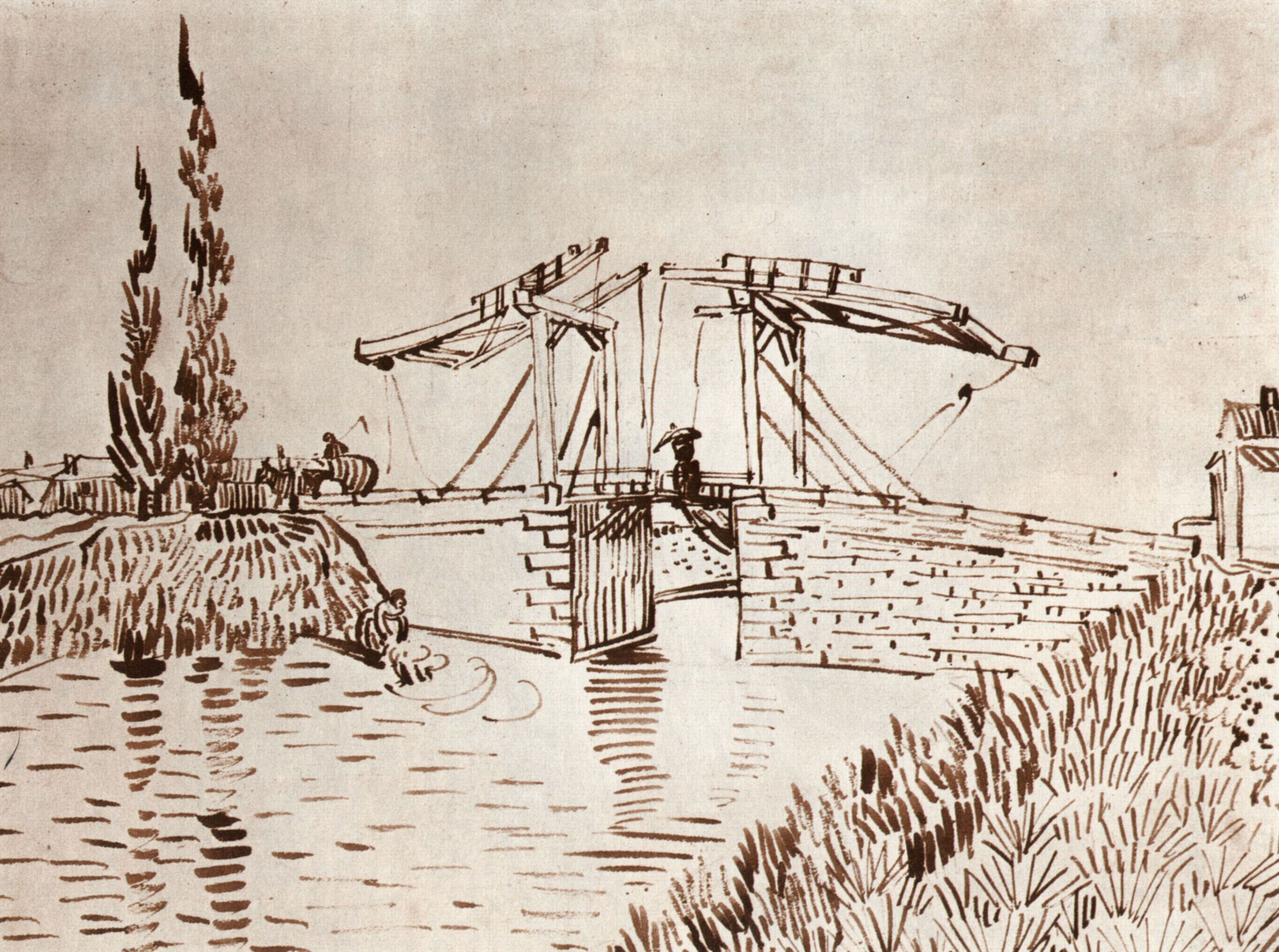
Szkic mostu, 1888, Los Angeles County Museum

## Most Langlois
Most Langlois (fr.: Pont Langlois) był to most zwodzony w Arles. Jeden z 11 tego typu mostów zbudowanych przez pewnego holenderskiego inżyniera wzdłuż kanału z Arles do Port-de-Bouc. Oficjalnie most nosił nazwę „Pont de la Réginelle”, ale zwyczajowo był nazywany „Pont Langlois”, od nazwiska dróżnika, który przez wiele lat podnosił go i opuszczał.
Oryginalny drewniany most został w 1930 zastąpiony mostem zbrojonym, betonowym, który uległ w 1944 zniszczeniu wraz z dziewięcioma innymi mostami; zachował się jedynie drewniany most w Fos-sur-Mer. Rozebrano go w 1959 i złożono ponownie w Arles w 1962, w odległości ok. 2 km od miejsca, w którym znajdował się oryginalny most. Stworzono przy tym scenerie podobną do dawnej. Most ten, ochrzczony mianem mostu van Gogha (fr. Pont van Gogh), stanowi dziś lokalną atrakcję turystyczną.

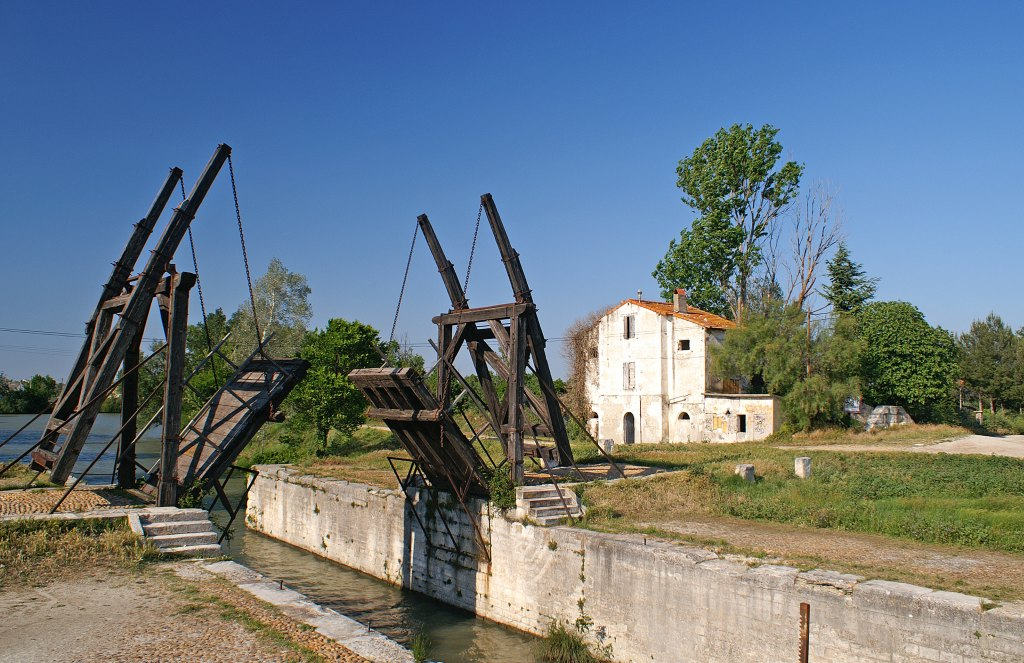
Replika mostu Langlois